# Giovanni Calvani
Giovanni Calvani (Bari, 16 ottobre 1918 – ...) è stato un calciatore italiano, di ruolo attaccante.

## Caratteristiche tecniche
Giocava come ala destra.

## Carriera
Nelle stagioni 1939-1940 e 1940-1941 giocò in Serie C con il Bisceglie; l'anno seguente giocò invece nella Ternana, sempre in terza serie.
Dopo un altro anno in Serie C con il Barletta, nella stagione 1944-1945 giocò nel Campionato pugliese con il Liberty Bari.
Dopo la fine della seconda guerra mondiale passò nella rosa del Bari, con cui nella stagione 1945-1946 giocò una partita in Divisione Nazionale 1945-1946; nello stesso anno giocò anche 4 partite nel Girone Finale della Divisione Nazionale, per un totale di 5 presenze in massima serie.
Successivamente militò nel Foggia in Serie B, nel Catania in Serie C, due anni nel Molfetta in Promozione e infine nel Matera (sempre in Promozione).